# Michael Harney
Michael J. Harney es un actor estadounidense de cine, televisión y teatro. Nació el 27 de marzo de 1956. Es conocido por sus papeles como el detective Mike Roberts en la serie televisiva policial NYPD Blue, el borrachín Steve Fields en la serie de western Deadwood y como Sam Healy, el consejero de la prisión en la serie Orange Is the New Black.

## Filmografía

### Cine
| Año  | Título             | Rol                   | Notes                    |
| ---- | ------------------ | --------------------- | ------------------------ |
| 1993 | Italian Movie      | Mike                  |                          |
| 1996 | Gone in the Night  | Richard Daley Jr.     | Película para televisión |
| 1997 | Turbulence         | Marshal Marty Douglas |                          |
| 1997 | NightMan           |                       | Película para televisión |
| 1999 | The '60s           | Tom Gryzbowski        | Película para televisión |
| 1999 | Millennium Man     | Lt. Col. Brody        | Película para televisión |
| 2000 | Sonic Impact       | Capitán Mark Travis   |                          |
| 2000 | Erin Brockovich    | Pete Jensen           |                          |
| 2001 | Warden of Red Rock | Henry Masters         | Película para televisión |
| 2003 | Shade              | Micky Swift           |                          |
| 2007 | Captivity          | Det. Bettiger         |                          |
| 2007 | Ocean's Thirteen   | Blackjack Pit Boss    |                          |
| 2008 | The Onion Movie    | Detective             |                          |
| 2010 | Salvation Road     | Douglas Moorland      | Corto                    |
| 2013 | hIMPERFECT         | Pop                   | Película para televisión |
| 2018 | A Star Is Born     | Wolfie                |                          |
| 2023 | The Iron Claw      | Bill Mercer           |                          |

### Televisión
| Año       | Título                     | Rol                          | Notes                                                       |
| --------- | -------------------------- | ---------------------------- | ----------------------------------------------------------- |
| 1992      | Law & Order                | Detective Gullikson          | Episodio: "Trust"                                           |
| 1993-1999 | NYPD Blue                  | Det. Mike Roberts            | 12 episodios                                                |
| 1994      | L.A. Law                   | Mr. Justin                   | Episodio: "Whose San Andreas Fault Is It, Anyway?"          |
| 1994      | Law & Order                | Aaron Packard                | Episodio: "Old Friends"                                     |
| 1994      | The Cosby Mysteries        | Oficial Mike Principe        | Episodio: "Self Defense"                                    |
| 1995      | The Great Defender         | Clark                        | Episodio: "Twelve Angry Men"                                |
| 1995      | New York News              |                              | Episodio: "A Question of Truth"                             |
| 1995      | Space: Above and Beyond    | Questioner                   | Episodio: "Eyes"                                            |
| 1995      | Dead by Sunset             | Det. John Raines             | Episodio #1.2                                               |
| 1996      | The Burning Zone           | Mr. Davis                    | Episodio: "Night Flight"                                    |
| 1996      | Viper                      |                              | Episodio: "Diamond in the Rough"                            |
| 1997      | The Practice               | A.D.A. Walt Frazier          | Episodio: "Trial and Error"                                 |
| 1997      | Law & Order                | Lt. Stu Miller               | Episodios: "D-Girl" and "Turnaround"                        |
| 1997      | The Pretender              | U.S. Marshal Bob Garrison    | Episodio: "Unhappy Landings"                                |
| 1997      | Diagnosis Murder           | Kurt Vaughn                  | Episodio: "The Murder of Mark Sloan"                        |
| 1997      | Night Man                  | Mr. Krueger                  | Episodio: "Pilot"                                           |
| 1997      | Total Security             | Charlie Kiplinger            | Episode: "Pilot"                                            |
| 1997      | The Visitor                | Warden Burke                 | Episodio: "Caged"                                           |
| 1997      | Vengeance Unlimited        | Official Carl Witherspoon    | Episodio: "Justice"                                         |
| 1998      | Pensacola: Wings of Gold   | FBI Agent #1                 | Episodio: "Game, Set and Match"                             |
| 1998      | Star Trek: Deep Space Nine | Chadwick                     | Episodio: "Honor Among Thieves"                             |
| 1998      | Chicago Hope               | Chuck Lutsky                 | Episodio: "Deliverance"                                     |
| 1998      | Brimstone                  | Det. Charlie Hirrsh          | Episodio: "Pilot"                                           |
| 1998      | Touched by an Angel        | Carl                         | Episodio: "An Angel on the Roof"                            |
| 1999      | Seven Days                 | Pierce Nolland               | Episodio: "Parkergeist"                                     |
| 1999      | ER                         | Mr. Stehly                   | Episodio: "Last Rites"                                      |
| 2000      | Profiler                   | Mike Caldare                 | Episodio: "Random Act"                                      |
| 2000      | Walker, Texas Ranger       | Bart Slocum                  | Episodio: "The Bachelor Party"                              |
| 2000      | Buffy the Vampire Slayer   | Padre de Xander              | Episodio: "Restless"                                        |
| 2000      | Bull                       | Frank Durski                 | Episodio: "White Knight"                                    |
| 2000      | Strong Medicine            | Edward Duke                  | Episodio: "Dependency"                                      |
| 2001      | Nash Bridges               | Jerry Stevens                | Episodio: "Bear Trap"                                       |
| 2001      | Boston Public              | Mr. Pierce                   | Episodio: "Chapter Ten"                                     |
| 2001      | The Fugitive               | Detective DeVries            | Episodio: "Sea Change"                                      |
| 2001      | The Invisible Man          | Malachi Royce                | Episodio: "Father Figure"                                   |
| 2002      | Crossing Jordan            | John Morrissey               | Episodio: "One Twelve"                                      |
| 2002      | JAG                        | Barman                       | Episodios: "Need to Know" and "When the Bough Breaks"       |
| 2003      | Tremors                    | Gene Fallon                  | Episodio: "Ghost Dance"                                     |
| 2003      | The Division               | Bob Willets                  | Episodio: "Acts of Betrayal"                                |
| 2004      | Cold Case                  | Charlie Rinzler              | Episodio: "Volunteers"                                      |
| 2005      | Without a Trace            | Detective Roberts            | Episodio: "Lone Star"                                       |
| 2005-2006 | Deadwood                   | Steve                        | 12 episodios                                                |
| 2006      | Vanished                   | Robert Rubia / Roberta Rubia | Episodios: "Pilot", "Before the Flood" and "The Feed"       |
| 2007      | Lincoln Heights            | Comandante de SWAT           | Episodio: "Spree"                                           |
| 2007      | Smith                      | Stu Binder                   | Episodio: "Seven"                                           |
| 2007      | The Unit                   | Jefe de Equipo               | Episodio: "M.P.s"                                           |
| 2007      | Life                       | John Garrity                 | Episodios: "Farthingale" and "Serious Control Issues"       |
| 2007      | K-Ville                    | Burt Reynolds                | Episodio: "Flood, Wind, and Fire"                           |
| 2008      | Criminal Minds             | Pat Mannan                   | Episodio: "3rd Life"                                        |
| 2008      | Raising the Bar            | Detective Robert Dougherty   | Episodios: "Pilot" and "Bagels and Locks"                   |
| 2008      | Saving Grace               | Jerry Carver                 | Episodio: "It's Better When I Can See You"                  |
| 2009      | Numb3rs                    | U.S. Marshal                 | Episodio: "Shadow Markets"                                  |
| 2009      | Lie to Me                  | Elliot Greene                | Episodio: "Lack of Candor"                                  |
| 2010      | Persons Unknown            | Sam Edick                    | Elenco principal                                            |
| 2010      | NCIS: Los Angeles          | LAPD Detective Frank Scarli  | Episodio: "Human Traffic"                                   |
| 2010-2011 | The Defenders              | Sergeant Smith               | Episodios: "Nevada v. Sen. Harper" and "Nevada v. Wayne"    |
| 2011-2012 | Weeds                      | Det. Mitch Ouellette         | 13 episodios                                                |
| 2012-2013 | Vegas                      | Leo Farwood                  | Episodios: "(Il)Legitimate", "Solid Citizens" and "Paiutes" |
| 2013–2019 | Orange Is the New Black    | Sam Healy                    | Elenco principal                                            |
| 2014      | True Detective             | Steve Geraci                 | 4 episodios                                                 |

### Videojuegos
| Año  | Título                      | Rol | Notas         |
| ---- | --------------------------- | --- | ------------- |
| 2011 | Star Wars: The Old Republic |     | Voz adicional |